# M. Zemplén Jolán
M. Zemplén Jolán (Budapest, 1911. június 11. – Budapest, 1974. június 6.) magyar fizikus, fizikatörténész, egyetemi tanár. Zemplén Győző lánya.

## Életpályája
Matematika–fizika szakos tanári oklevelét a budapesti tudományegyetemen szerezte 1935-ben. 1936-os doktori disszertációjához vezető kutatásait a Műegyetem fizika tanszékén végezte. Első tudománytörténeti munkája, A háromezer éves fizika 1945-ben jelent meg. Gyulai Zoltán mellett dolgozott a Műegyetem kísérleti fizika tanszékén. Ennek vezetőjévé nevezték ki 1967-ben, miután előzőleg megvédte akadémiai doktori disszertációját. Egyidejűleg megkapta egyetemi tanári kinevezését, ő lett Magyarország első női fizikaprofesszora. Tudománytörténeti kutatásai középpontjában a magyarországi fizika korai története állt, kutatási eredményeit több könyvben összegezte.

## Emlékezete
Az MTESZ Zemplén Jolán-emlékérmet alapított fiatal tudománytörténészek munkájának elismerésére.

## Művei
- A modern fizika világképe. Kincsestár (85.). Magyar Szemle Társaság, Budapest, 1941.
- A magyarországi fizika története 1711-ig. Akadémiai Kiadó, Budapest, 1961.
- Eötvös Loránd. (Egyed Lászlóval.) A múlt magyar tudósai. Akadémiai Kiadó, Budapest, 1970.